# Ксеноновая кислота
Ксено́новая кислота́ — очень неустойчивое химическое соединение с формулой {\displaystyle {\ce {H4XeO6}}}.
Очень сильная четырёхосновная кислота. Соли ксеноновой кислоты называются перксенаты, многие из них, в отличие от самой кислоты, устойчивы.

## Получение
Ксеноновую кислоту получают растворением оксида ксенона (VIII) в воде:
{\displaystyle {\ce {{XeO4}+{2H2O}-> H4XeO6}}}.

## Химические свойства
Не выделена в чистом виде, так как в кислотной среде быстро разлагается на триоксид ксенона и кислород:
{\displaystyle {\ce {2 HXeO6^{3-}{}+ 6H^+ -> 2 XeO3 + 4 H2O + O2 ^}}}.
Её предполагаемая формула, {\displaystyle {\ce {H4XeO6}}}, основана на октаэдральной геометрии перксенат-иона ({\displaystyle {\ce {XeO6^{4-}}}}) в её солях щелочных металлов.
Было подсчитано, что pKa ксеноновой кислоты ниже нуля, что делает её очень сильной. Ксеноновая кислота ступенчато диссоциирует на ионы:
1. {\displaystyle {\ce {H4XeO6<=>{H+}+{H3XeO6^{-}}}}};
2. {\displaystyle {\ce {{H+}+{H3XeO6^{-}}<=>{2H+}+{H2XeO6^{2-}}}}};
3. {\displaystyle {\ce {{2H+}+{H2XeO6^{2-}}<=>{3H+}+{HXeO6^{3-}}}}};
4. {\displaystyle {\ce {{3H+}+{HXeO6^{3-}}<=>{4H+}+{XeO6^{4-}}}}}.

При этом ион {\displaystyle {\ce {H3XeO6^-}}} имеет относительно кислотное значение pKa 4,29, а ион {\displaystyle {\ce {H2XeO6^{2-}}}} — 10,81. Обычно образуются соли-перксенаты с анионом {\displaystyle {\ce {XeO6^{4-}}}}.
Кислота является очень сильным окислителем благодаря иону {\displaystyle {\ce {XeO6^{4-}}}}, в котором благородный газ окислен до максимальной степени окисления, лишённый всех 8 электронов внешней электронной оболочки.